# Coppa del Mondo di bob 2006
La Coppa del Mondo di bob 2005/06, organizzata dalla FIBT, è iniziata il 10 novembre 2005 a Calgary, in Canada ed è terminata il 29 gennaio 2006 ad Altenberg in Germania. Si sono disputate ventuno gare, sette nel bob a 2 uomini, nel bob a 2 donne e nel bob a 4 in sette differenti località.
Nel corso della stagione si sono tenuti anche i XX Giochi olimpici invernali di Torino 2006, in Italia, competizione non valida ai fini della Coppa del Mondo, mentre la tappa di Sankt Moritz ha assegnato anche il titolo europeo.

Questa Coppa del Mondo si è svolta come di consueto in parallelo alla Coppa del Mondo di skeleton.

## Risultati

### Uomini
| Data             | Località             | Specialità | Primi classificati                                                         | Secondi classificati | Terzi classificati                                                           |
| ---------------- | -------------------- | ---------- | -------------------------------------------------------------------------- | --- | ---------------------------------------------------------------------------- |
| 11 novembre 2005 | Calgary              | A due      | André Lange Kevin Kuske Germania                                           | Todd Hays Pavle Jovanovic Stati Uniti                                                                                        | Aleksandr Zubkov Dmitrij Stëpuškin Russia                                    |
| 12 novembre 2005 | Calgary              | A quattro  | André Lange René Hoppe Kevin Kuske Martin Putze Germania                   | Todd Hays Randy Jones Steve Mesler Garrett Hines Stati Uniti                                                                 | Aleksandr Zubkov Sergej Golubev Aleksej Selivërstov Dmitrij Stëpuškin Russia |
| 19 novembre 2005 | Lake Placid          | A due      | André Lange Kevin Kuske Germania                                           | Mike Kohn Alex Sprague Stati Uniti                                                                                           | Todd Hays Pavle Jovanovic Stati Uniti                                        |
| 20 novembre 2005 | Lake Placid          | A quattro  | Aleksandr Zubkov Sergej Golubev Aleksej Selivërstov Aleksej Voevoda Russia | André Lange René Hoppe Kevin Kuske Martin Putze Germania                                                                     | Simone Bertazzo Luca Ottolino Matteo Torchio Giorgio Morbidelli Italia       |
| 10 dicembre 2005 | Igls                 | A due      | Aleksandr Zubkov Aleksej Voevoda Russia                                    | Martin Annen Beat Hefti Svizzera                                                                                             | Todd Hays Pavle Jovanovic Stati Uniti                                        |
| 11 dicembre 2005 | Igls                 | A quattro  | Martin Annen Thomas Lamparter Beat Hefti Cédric Grand Svizzera             | Aleksandr Zubkov Sergej Golubev Aleksej Selivërstov Aleksej Voevoda Russia                                                   | René Spies Christoph Heyder Enrico Kühn Alexander Metzger Germania           |
| 17 dicembre 2005 | Cortina d'Ampezzo    | A due      | Matthias Höpfner Marc Kühne Germania                                       | Todd Hays Steve Mesler Stati Uniti                                                                                           | Pierre Lueders Lascelles Brown Canada                                        |
| 18 dicembre 2005 | Cortina d'Ampezzo    | A quattro  | Todd Hays Pavle Jovanovic Bill Schuffenhauer Steve Mesler Stati Uniti      | Matthias Höpfner Ronny Listner Marc Kühne Andreas Barucha Germania e Martin Annen Andi Gees Beat Hefti Cédric Grand Svizzera |                                                                              |
| 14 gennaio 2006  | Schönau am Königssee | A due      | Pierre Lueders Lascelles Brown Canada                                      | Matthias Höpfner Marc Kühne Germania                                                                                         | Martin Annen Beat Hefti Svizzera                                             |
| 15 gennaio 2006  | Schönau am Königssee | A quattro  | Pierre Lueders Ken Kotyk Morgan Alexander Lascelles Brown Canada           | Todd Hays Pavle Jovanovic Steve Mesler Brock Kreitzburg Stati Uniti                                                          | René Spies Christoph Heyder Enrico Kühn Alexander Metzger Germania           |
| 21 gennaio 2006  | Sankt Moritz         | A due      | André Lange Kevin Kuske Germania                                           | Ivo Rüegg Cédric Grand Svizzera                                                                                              | Martin Annen Beat Hefti Svizzera                                             |
| 22 gennaio 2006  | Sankt Moritz         | A quattro  | Todd Hays Pavle Jovanovic Steve Mesler Brock Kreitzburg Stati Uniti        | Pierre Lueders Ken Kotyk Florian Lindner Lascelles Brown Canada                                                              | Martin Annen Thomas Lamparter Beat Hefti Cédric Grand Svizzera               |
| 28 gennaio 2006  | Altenberg            | A due      | Aleksandr Zubkov Aleksej Voevoda Russia                                    | Matthias Höpfner Ronny Listner Germania                                                                                      | Pierre Lueders Lascelles Brown Canada                                        |
| 29 gennaio 2006  | Altenberg            | A quattro  | Aleksandr Zubkov Sergej Golubev Aleksej Selivërstov Aleksej Voevoda Russia | Matthias Höpfner Marc Kühne Ronny Listner Andreas Barucha Germania                                                           | Evgenij Popov Pëtr Makarčuk Filipp Egorov Aleksej Andrjunin Russia           |

### Donne
| Data             | Località             | Specialità | Prime classificate                                                                     | Seconde classificate                       | Terze classificate                            |
| ---------------- | -------------------- | ---------- | -------------------------------------------------------------------------------------- | ------------------------------------------ | --------------------------------------------- |
| 10 novembre 2005 | Calgary              | A due      | Sandra Kiriasis Anja Schneiderheinze Germania                                          | Shauna Rohbock Valerie Fleming Stati Uniti | Helen Upperton Heather Moyse Canada           |
| 18 novembre 2005 | Lake Placid          | A due      | Sandra Kiriasis Anja Schneiderheinze Germania e Jean Prahm Vonetta Flowers Stati Uniti | non assegnato                              | Shauna Rohbock Valerie Fleming Stati Uniti    |
| 9 dicembre 2005  | Igls                 | A due      | Sandra Kiriasis Berit Wiacker Germania                                                 | Helen Upperton Heather Moyse Canada        | Shauna Rohbock Valerie Fleming Stati Uniti    |
| 16 dicembre 2006 | Cortina d'Ampezzo    | A due      | Sandra Kiriasis Anja Schneiderheinze Germania                                          | Susi Erdmann Anne Dietrich Germania        | Shauna Rohbock Valerie Fleming Stati Uniti    |
| 13 gennaio 2006  | Schönau am Königssee | A due      | Susi Erdmann Anne Dietrich Germania                                                    | Helen Upperton Heather Moyse Canada        | Sandra Kiriasis Anja Schneiderheinze Germania |
| 20 gennaio 2006  | Sankt Moritz         | A due      | Helen Upperton Heather Moyse Canada                                                    | Sandra Kiriasis Berit Wiacker Germania     | Gerda Weißensteiner Jennifer Isacco Italia    |
| 27 gennaio 2006  | Altenberg            | A due      | Cathleen Martini Janine Tischer Germania                                               | Claudia Schramm Patricia Polifka Germania  | Nicola Minichiello Jackie Davies Regno Unito  |

## Classifiche

### Bob a due uomini
| Pos. | Nome pilota       | Nazione     | CAL | LAK | IGL | COR | KÖN | STM | ALT | Totale |
| ---- | ----------------- | ----------- | --- | --- | --- | --- | --- | --- | --- | ------ |
| 1    | Pierre Lueders    | Canada      | 7   | 4   | 7   | 3   | 1   | 4   | 3   | 510    |
| 2    | Aleksandr Zubkov  | Russia      | 3   | 6   | 1   | 11  | 5   | 9   | 1   | 489    |
| 3    | Todd Hays         | Stati Uniti | 2   | 3   | 3   | 2   | 7   | 5   | -   | 460    |
| 4    | Matthias Höpfner  | Germania    | 16  | 10  | 5   | 1   | 2   | 10  | 2   | 453    |
| 5    | André Lange       | Germania    | 1   | 1   | 10  | 6   | -   | 1   | -   | 402    |
| 6    | Martin Annen      | Svizzera    | 5   | 21  | 2   | 4   | 3   | 3   | -   | 399    |
| 7    | Ivo Rüegg         | Svizzera    | 11  | 12  | 6   | 8   | 10  | 2   | -   | 317    |
| 8    | Wolfgang Stampfer | Austria     | 8   | 7   | 11  | 18  | 12  | 7   | 8   | 305    |
| 9    | Fabrizio Tosini   | Italia      | 6   | 9   | 13  | 9   | 13  | 12  | 11  | 291    |
| 10   | Jānis Miņins      | Lettonia    | 15  | 11  | 4   | 7   | 9   | 25  | 10  | 284    |

### Bob a quattro uomini
| Pos. | Nome pilota      | Nazione     | CAL | LAK | IGL | COR | KÖN | STM | ALT | Totale |
| ---- | ---------------- | ----------- | --- | --- | --- | --- | --- | --- | --- | ------ |
| 1    | Aleksandr Zubkov | Russia      | 3   | 1   | 2   | DNS | 5   | 5   | 1   | 500    |
| 2    | Pierre Lueders   | Canada      | 6   | 9   | 6   | 5   | 1   | 2   | 5   | 485    |
| 3    | Martin Annen     | Svizzera    | 5   | 4   | 1   | 2   | 4   | 3   | -   | 475    |
| 4    | Todd Hays        | Stati Uniti | 2   | DNF | 4   | 1   | 2   | 1   | -   | 450    |
| 5    | Matthias Höpfner | Germania    | 9   | 10  | 8   | 2   | 8   | 11  | 2   | 406    |
| 6    | Evgenij Popov    | Russia      | 8   | 5   | 5   | 6   | 12  | 17  | 3   | 378    |
| 7    | André Lange      | Germania    | 1   | 2   | 12  | 8   | -   | 4   | -   | 346    |
| 8    | Ivo Rüegg        | Svizzera    | 14  | 8   | 9   | 4   | 6   | 6   | -   | 315    |
| 9    | Steven Holcomb   | Stati Uniti | 9   | 6   | 7   | 7   | 11  | 8   | -   | 304    |
| 10   | Simone Bertazzo  | Italia      | 12  | 3   | 18  | 15  | 8   | 10  | 12  | 291    |

### Combinata uomini
| Pos. | Nome pilota      | Nazione     | CAL     | LAK     | IGL     | COR      | KÖN     | STM     | ALT    | Totale |
| ---- | ---------------- | ----------- | ------- | ------- | ------- | -------- | ------- | ------- | ------ | ------ |
| 1    | Pierre Lueders   | Canada      | 7 / 6   | 4 / 9   | 7 / 6   | 3 / 5    | 1 / 1   | 4 / 2   | 3 / 5  | 995    |
| 2    | Aleksandr Zubkov | Russia      | 3 / 3   | 6 / 1   | 1 / 2   | 11 / DNS | 5 / 5   | 9 / 5   | 1 / 1  | 989    |
| 3    | Todd Hays        | Stati Uniti | 2 / 2   | 3 / DNF | 3 / 4   | 2 / 1    | 7 / 2   | 5 / 1   | -      | 910    |
| 4    | Martin Annen     | Svizzera    | 5 / 5   | 21 / 4  | 2 / 1   | 4 / 2    | 3 / 4   | 3 / 3   | -      | 874    |
| 5    | Matthias Höpfner | Germania    | 16 / 9  | 10 / 10 | 5 / 8   | 1 / 2    | 2 / 8   | 10 / 11 | 2 / 2  | 859    |
| 6    | André Lange      | Germania    | 1 / 1   | 1 / 2   | 10 / 12 | 6 / 8    | -       | 1 / 4   | -      | 748    |
| 7    | Ivo Rüegg        | Svizzera    | 11 / 14 | 12 / 8  | 6 / 9   | 8 / 4    | 10 / 6  | 2 / 6   | -      | 632    |
| 8    | Evgenij Popov    | Russia      | 13 / 8  | 23 / 5  | 21 / 5  | 14 / 6   | 15 / 12 | 13 / 17 | 12 / 3 | 561    |
| 9    | Simone Bertazzo  | Italia      | 9 / 12  | 8 / 3   | 16 / 18 | 16 / 15  | 23 / 8  | 11 / 10 | 4 / 12 | 553    |
| 10   | René Spies       | Germania    | 4 / 9   | - / 6   | 8 / 7   | - / 7    | 4 / 11  | 6 / 8   | -      | 535    |

### Bob donne
| Pos. | Nome pilota         | Nazione     | CAL | LAK | IGL | COR | KÖN | STM | ALT | Totale |
| ---- | ------------------- | ----------- | --- | --- | --- | --- | --- | --- | --- | ------ |
| 1    | Sandra Kiriasis     | Germania    | 1   | 1   | 1   | 1   | 3   | 2   | -   | 570    |
| 2    | Helen Upperton      | Canada      | 3   | 10  | 2   | 4   | 2   | 1   | -   | 472    |
| 3    | Shauna Rohbock      | Stati Uniti | 2   | 3   | 3   | 3   | 4   | 12  | -   | 436    |
| 4    | Susi Erdmann        | Germania    | 12  | 4   | 5   | 2   | 1   | 4   | -   | 431    |
| 5    | Jean Prahm          | Stati Uniti | 6   | 1   | 4   | 7   | 8   | 5   | -   | 400    |
| 6    | Gerda Weißensteiner | Italia      | 5   | 10  | 11  | 5   | 5   | 3   | -   | 356    |
| 7    | Nicola Minichiello  | Regno Unito | 10  | 9   | 13  | 8   | 11  | 10  | 3   | 331    |
| 8    | Ilse Broeders       | Paesi Bassi | 14  | 6   | 10  | 14  | 12  | 9   | 4   | 313    |
| 9    | Viktorija Tokovaja  | Russia      | 7   | 6   | 14  | 11  | 14  | 14  | 9   | 289    |
| 10   | Sabina Hafner       | Svizzera    | 15  | 12  | 8   | 15  | 14  | 6   | 8   | 280    |